# St. Veit (Kirchfembach)

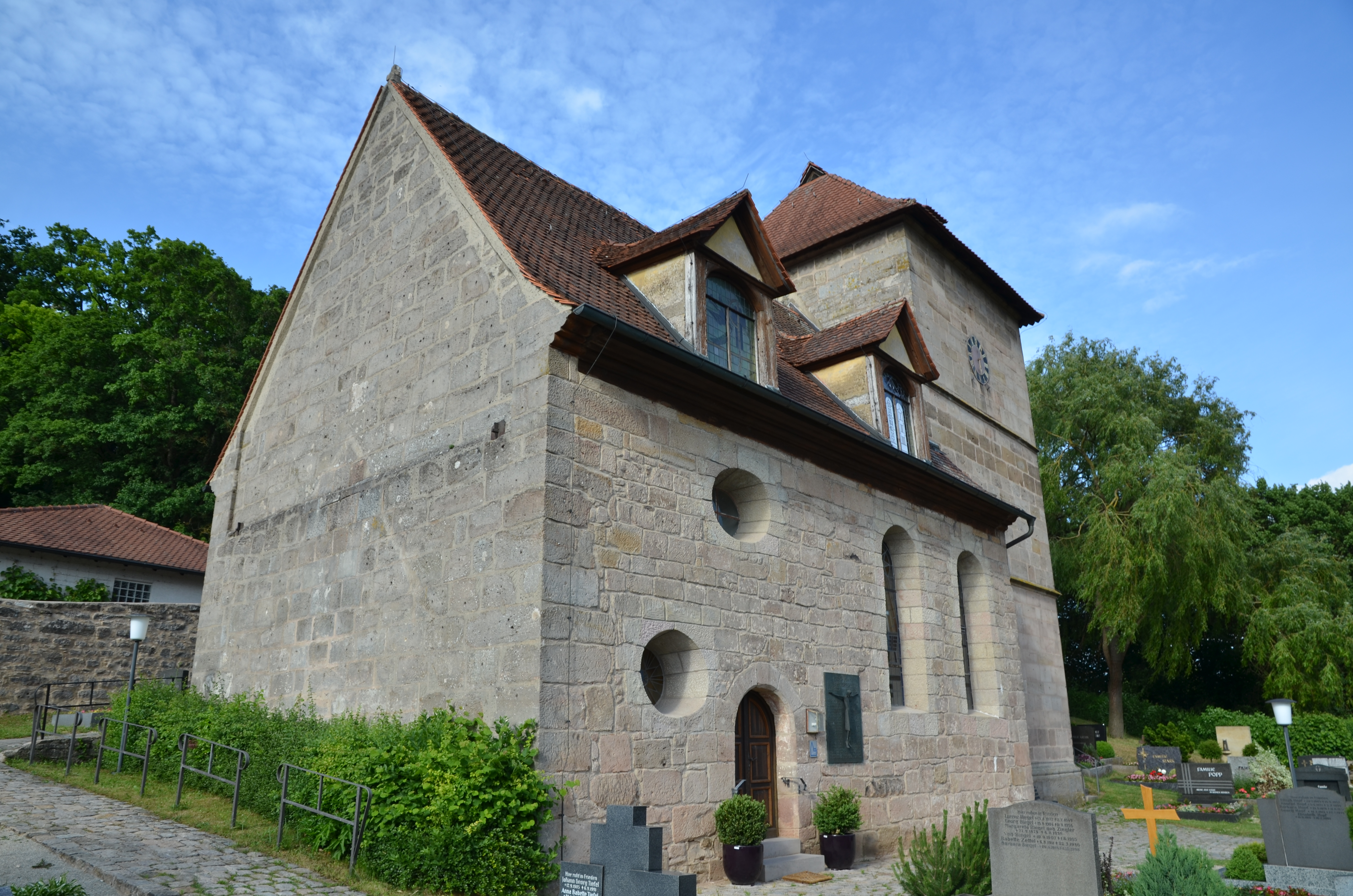
St. Veit in Kirchfembach

Die evangelische, denkmalgeschützte Filialkirche St. Veit steht in Kirchfembach, einem Gemeindeteil der Stadt Langenzenn im Landkreis Fürth (Mittelfranken, Bayern). Das Bauwerk ist unter der Denkmalnummer D-5-73-120-79 als Baudenkmal in der Bayerischen Denkmalliste eingetragen. Die Kirche gehört zur Pfarrei Hagenbüchach im Dekanat Neustadt an der Aisch im Kirchenkreis Nürnberg der Evangelisch-Lutherischen Kirche in Bayern.

## Beschreibung
Der Chorturm ist im Kern romanisch. Die Saalkirche aus Quadermauerwerk wurde 1725 barock erneuert. Das Satteldach des Langhauses hat in jüngerer Zeit nach Süden Giebelgauben erhalten. Der Chorturm wurde für die Turmuhr aufgestockt und mit einem Walmdach bedeckt. Der Innenraum des Chors, d. h. das Erdgeschoss des Chorturms, ist mit einer Flachdecke überspannt, der des Langhauses, das an den Längsseiten doppelstöckige Emporen hat, mit einem hölzernen Tonnengewölbe. Das Altarretabel von 1892 wird von zwei Säulen aus dem 17. Jahrhundert flankiert. Die Kanzel wurde 1711 aufgestellt. Die Kirchenbänke stammen aus dem frühen 18. Jahrhundert.